# NGC 6113
NGC 6113 (również PGC 57807) – galaktyka soczewkowata (S0), znajdująca się w gwiazdozbiorze Herkulesa. Odkrył ją Lewis A. Swift 19 czerwca 1887 roku.